# Староушицький район
Старо-Ушицький райо́н (Староушицький) — колишній район Кам'янецької і Проскурівської округ, Вінницької і Кам'янець-Подільської (Хмельницької) областей.

## Історія
Утворений 7 березня 1923 року з центром у Старій Ушиці у складі Кам'янецької округи Подільської губернії з частин Лисецької, Косиковецької, Грушської і Калюської волостей.
1 липня 1930 року Кам'янецька округа розформована, район перейшов до Проскурівської округи.
15 вересня 1930 після скасування округ підпорядковується безпосередньо Українській РСР.
3 лютого 1931 року до району приєднана територія розформованого Китай-Городського району.
27 лютого 1932 року увійшов до складу новоутвореної Вінницької області.
31 липня 1934 року до Кам'янецького району передані 19 сільрад: Китайгородська, Супрунківецька, Княжпольська, Тарасівська, Вихватнівецька, Рогізнянська, В.-Мукшанська, Фурманівська, Яцьківецька, Демшинська, Ярузька, Кульчиївецька, Безносківецька, Калинянська, Дерев'янська, Калачківецька, Баговицька, Врублівецька та Гута-Яцьківецька.
22 вересня 1937 переданий до складу новоутвореної Кам'янець-Подільської області.
Ліквідований 23 вересня 1959 року з передачею території до Кам'янець-Подільського району.